# ジョヴァンニ・ベネデット・カスティリオーネ
ジョヴァンニ・ベネデット・カスティリオーネ（Giovanni Benedetto Castiglione、1609年3月23日 - 1664年5月5日）はイタリアの画家、版画家である。

## 略歴
ジェノヴァで生まれた。ジョヴァンニ・バティスタ・パッジ(Giovanni Battista Paggi: 1554-1627)やジョヴァンニ・アンドレア・デ・フェラーリ(c.1598-1669)、シニバルド・スコルツァ(Sinibaldo Scorza: 1589-1631)の工房で訓練を受けた。この頃、ジェノヴァでフランドル出身の画家、アンソニー・ヴァン・ダイクが活動するようになっていて、ジェノヴァの画家たちに影響を与えていた。
カスティリオーネは初期には、動物のいる風景画が得意だったスコルツァの影響でノアの箱船に乗り込む動物たちのような絵を描いた。1632年に弟のサルヴァトーレ・カスティリオーネ(Salvatore Castiglione: 1620-1676) とローマに移り、アカデミア・ディ・サン・ルカで学び、ジャン・ロレンツォ・ベルニーニやマッティア・プレーティ、ピエトロ・ダ・コルトーナといった画家たちと交流した。ナポリにも滞在した後、ジェノヴァに戻り、ジェノヴァの貴族や教会から注文を受けた。
1650年頃からローマに再び滞在し、そこからオージモの教会の祭壇画の仕事もした。1651年からマントヴァで働き、ゴンザーガ家の画家とした働いた。ナポリ、パルマ、ヴェネツィアでも働いた。
カスティリオーネの工房では、弟や息子のフランチェスコ・カスティリオーネ(Francesco Castiglione: 1641-1716)とともに働いた。宗教画、神話を題材にした作品、静物画も描いた。
版画家としては、平版に直接、絵の具で描画し、転写して製作する「モノタイプ」という技法の最も古い作品を残していることでしられている。

## 作品

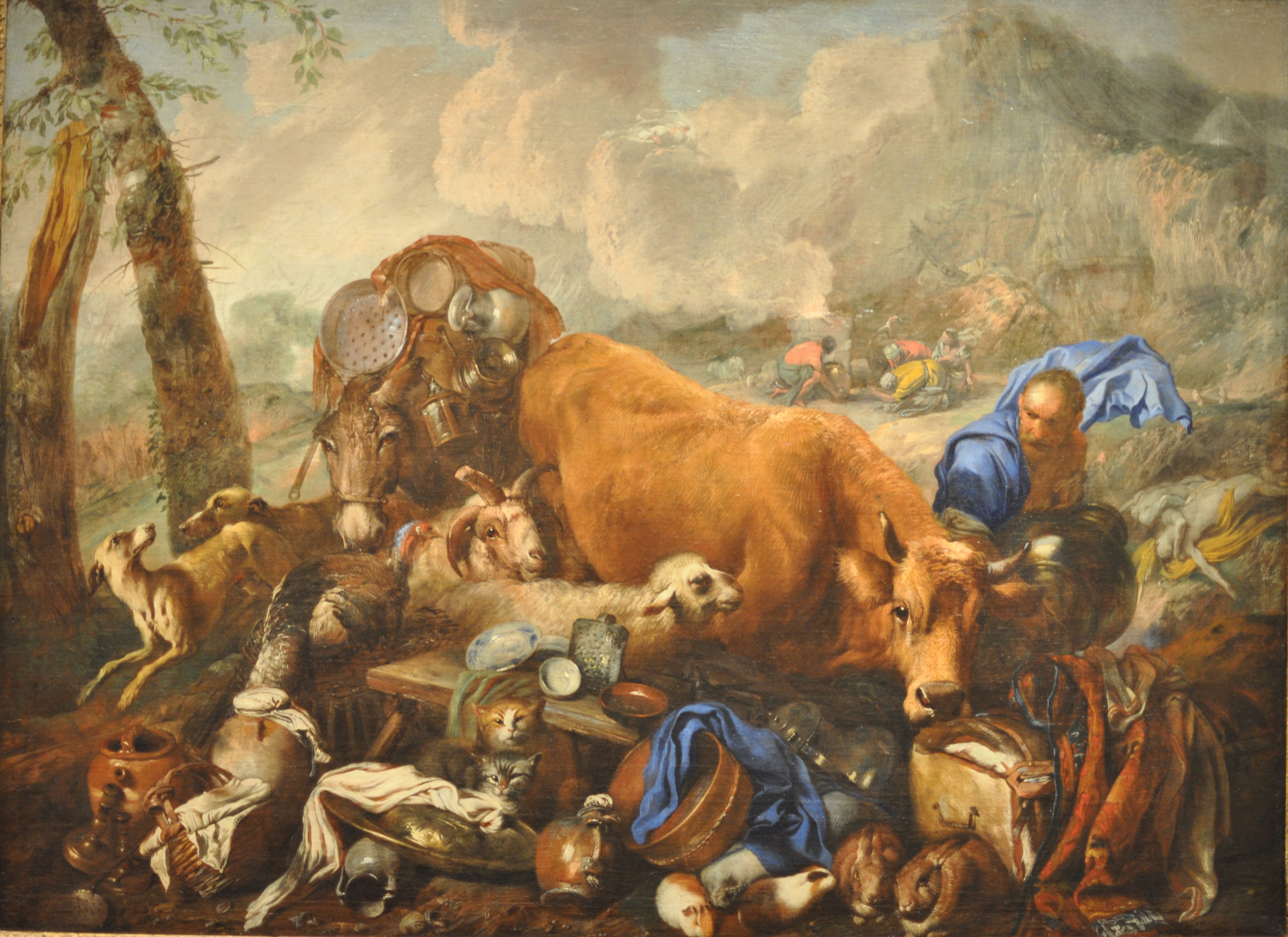
大洪水の後、生贄を捧げるノア
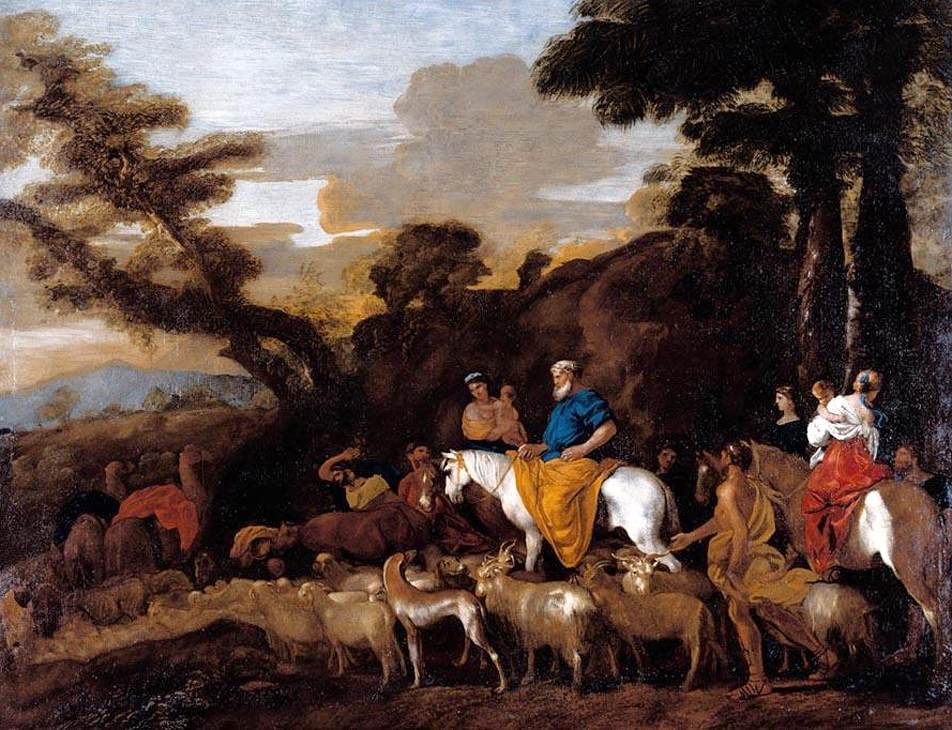
ヤコブとラバン
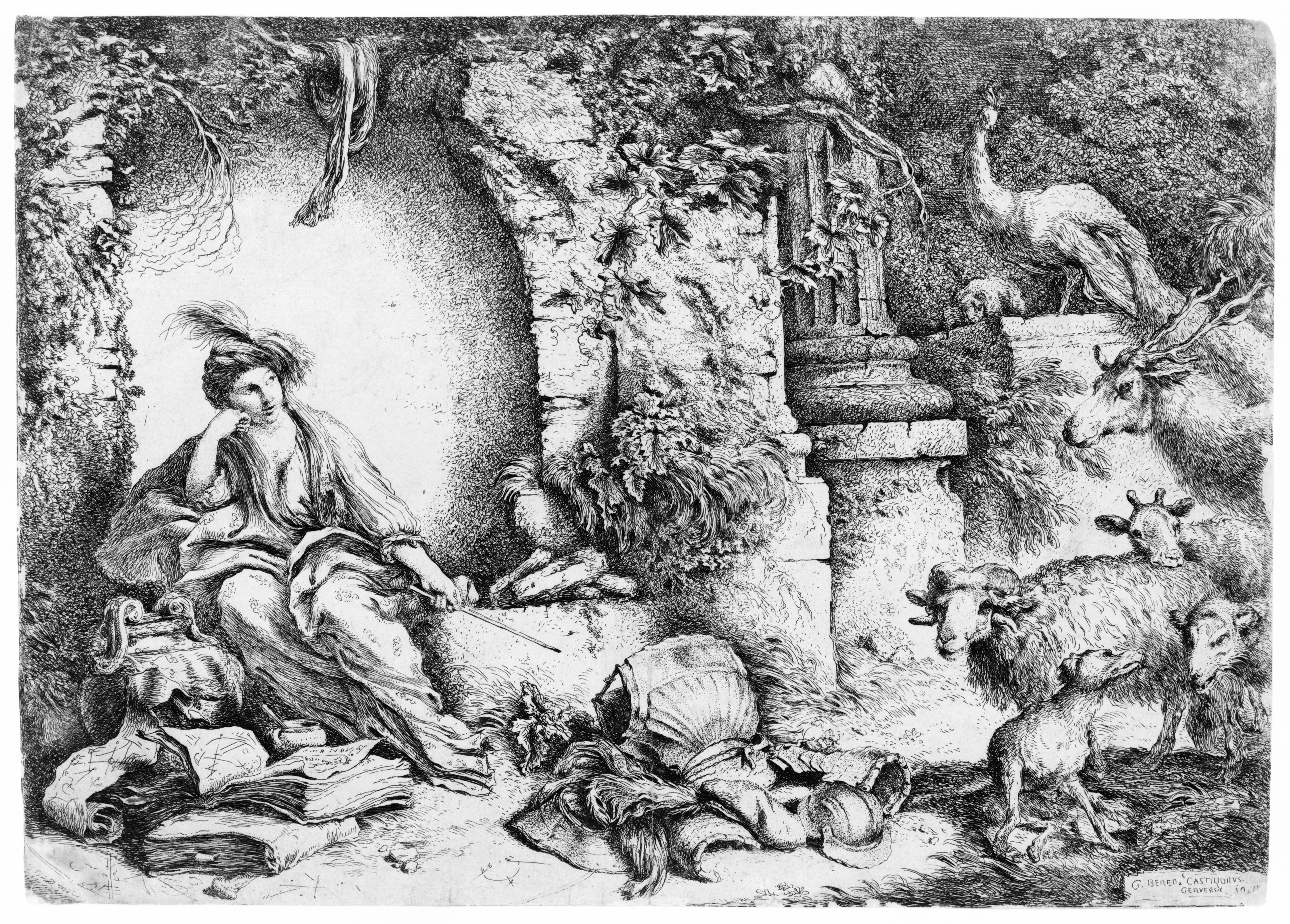
版画「メランコリー」
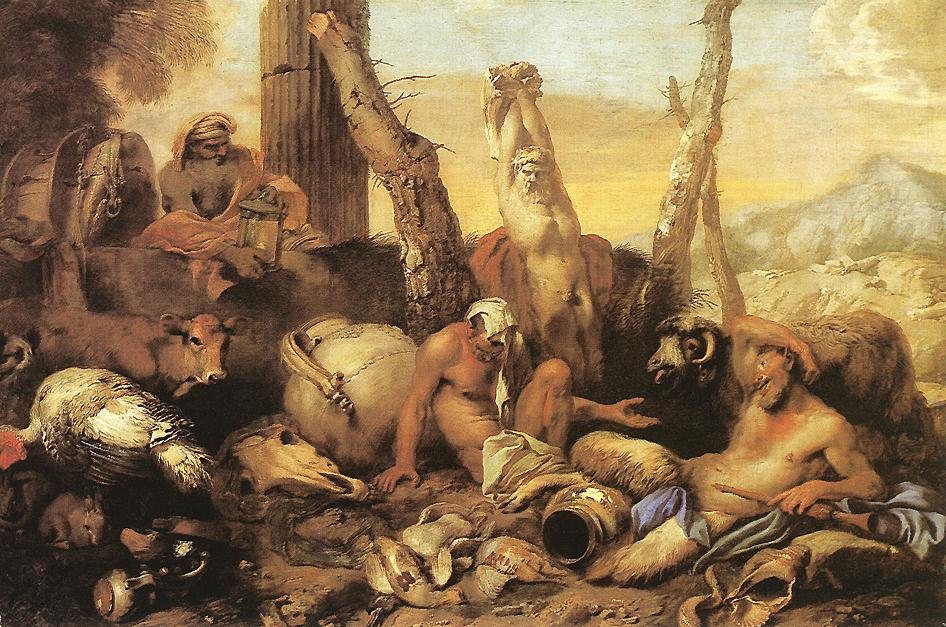
ディオゲネスの寓話

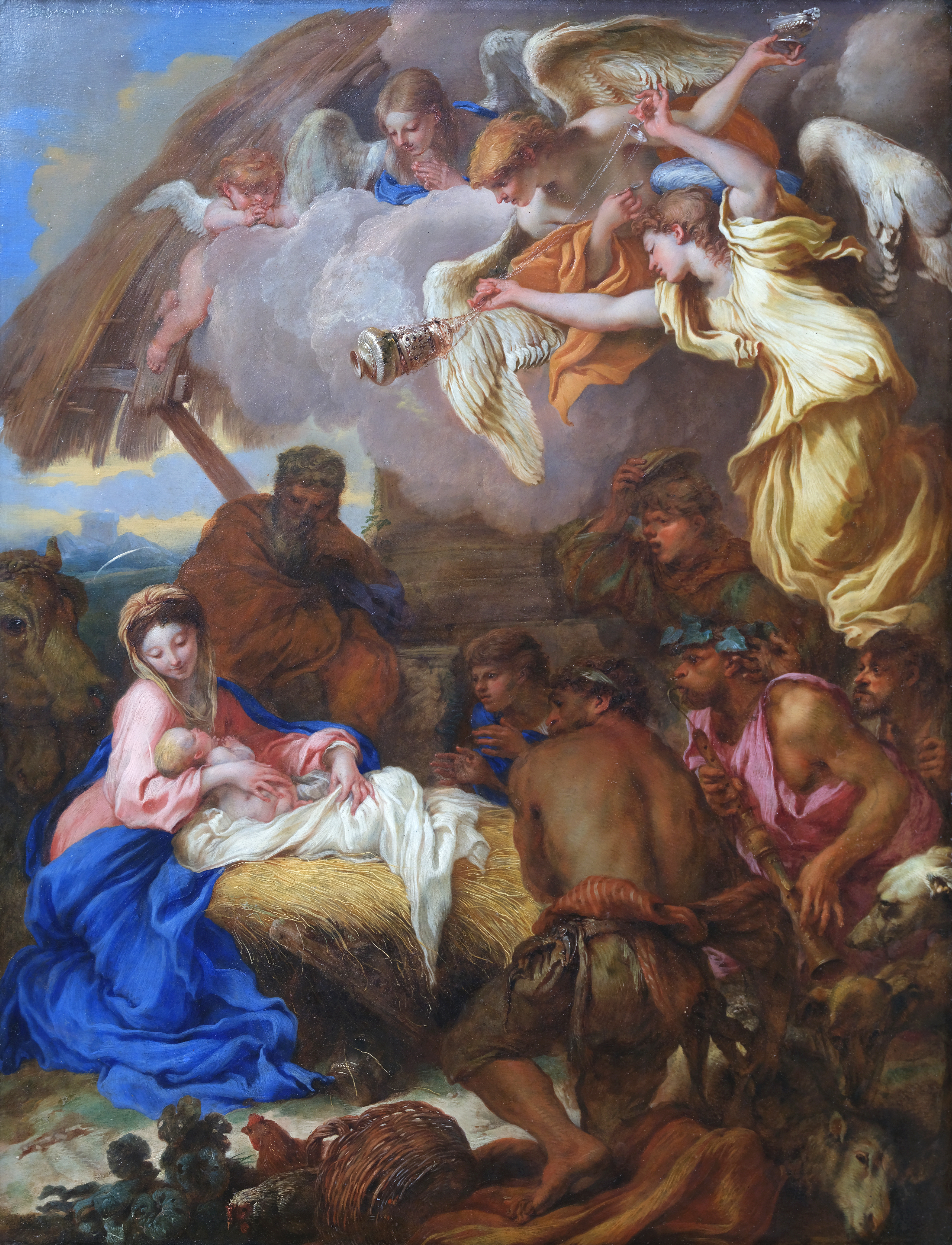
羊飼いたちの礼拝 ルーブル美術館　蔵
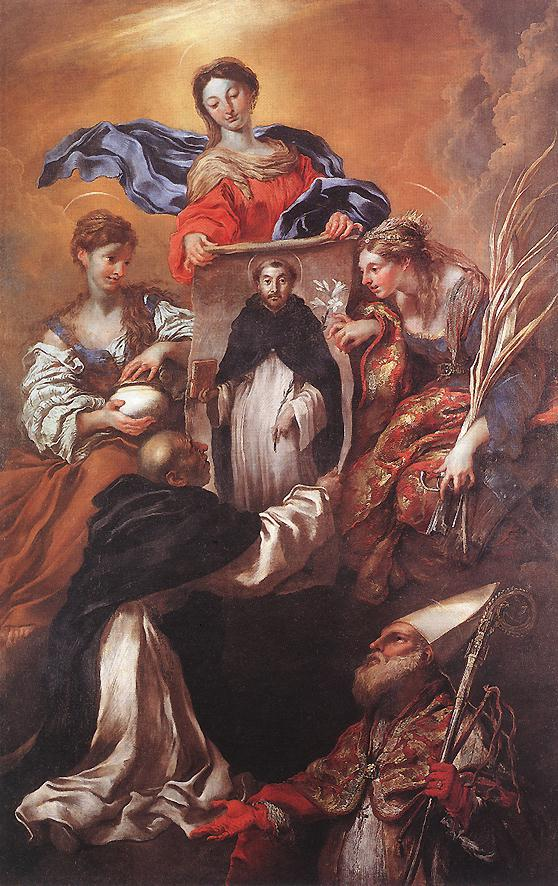
ソリアーノの聖ドミニクの奇跡
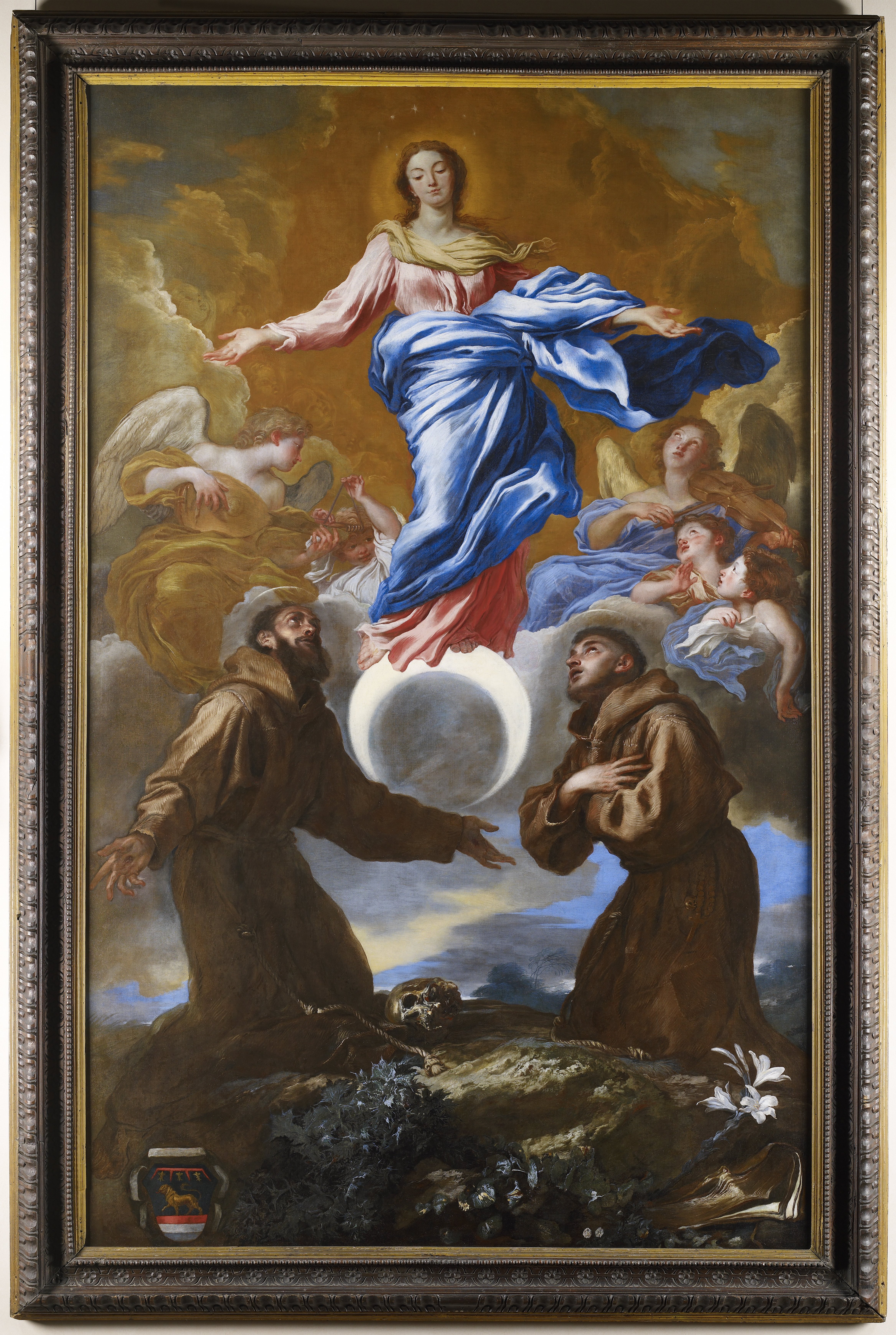
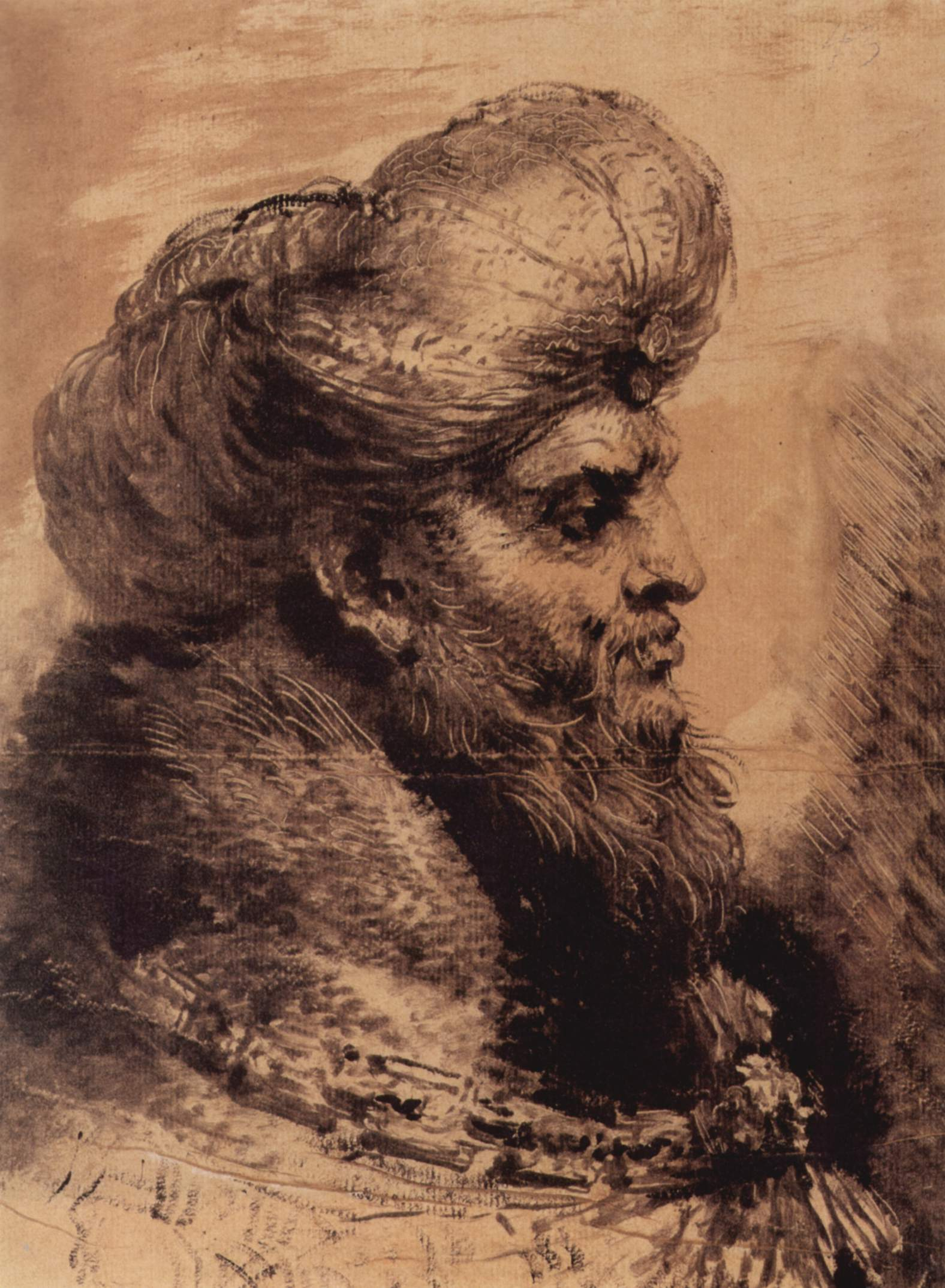
モノタイプ版画